# Стара Преображенка
Стара Преображенка (рос. Старая Преображенка) — присілок у Чановському районі Новосибірської області Російської Федерації.
Входить до складу муніципального утворення Старокарачінська сільрада. Населення становить 436 осіб (2010).

## Історія
Згідно із законом від 2 червня 2004 року органом місцевого самоврядування є Старокарачінська сільрада.

## Населення
| 2002 | 2007 | 2010 |
| ---- | ---- | ---- |
| 473  | ↗487 | ↘436 |